# Encella

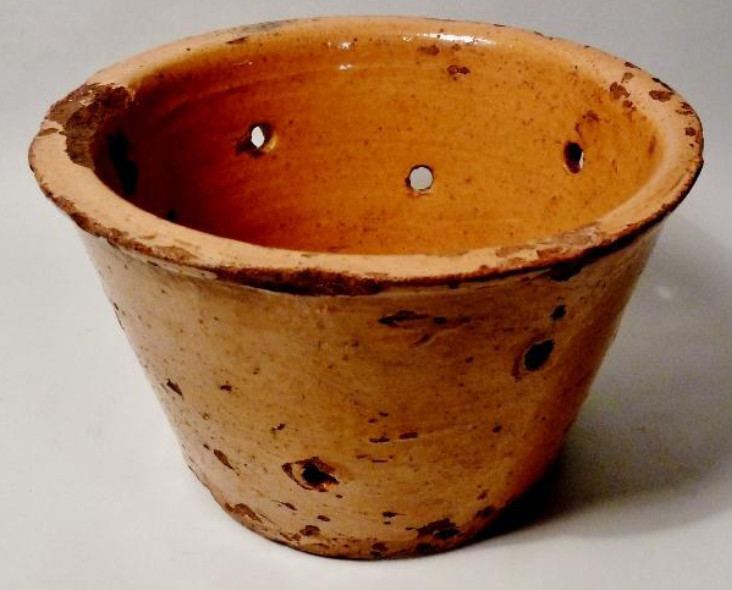
Encella (molde de barro vidriado para requesón). Altura 11 cm. Producida en Castrojeriz (Burgos, España).

Encella (voz posible a partir del término latino «fiscella», 'cestilla'), es un recipiente cerámico, de mimbre u otros materiales usado para la fabricación de queso o requesón que además de molde puede servir como contenedor, para su conservación. No ha de confundirse con otros recipientes tradicionales en la industria doméstica de la leche como las herradas y barreños para el ordeño ("cañadones", sellas, "muñideras", tofios canarios, etc.). Los antiguos y pesados recipientes de barro o las frágiles tarteras de mimbre han ido siendo sustituidos de manera progresiva por ligeros moldes de láminas de madera o coladores de plástico.

## Precedentes arqueológicos
Se han documentado encellas o queseras al inicio de la Edad del Bronce en la península ibérica (entre el año 2000 y 1.800 a. C.). Sin salir de la Comunidad de Castilla y León, pueden enumerarse los ejemplares encontrados en los yacimientos de El Cerro de Berueco en la provincia de Ávila, Cueva de la Vaquera de Losana de Pirón (Torreiglesias) en Segovia, la necrópolis de Sabinar en Soria y los Tolmos de Caracena, también en Soria, y en el Cerro del Castillo en Rábano (provincia de Valladolid). En ellos, todas las piezas recogidas tienen en común su morfología (vasijas tronco-cónicas y costados abombados, con las dos bases abiertas) y la técnica usada para hacer los orificios, antes de la cocción de las piezas. Es cierto que se parte de la suposición de un uso relacionado con la elaboración del queso, bien para licuar el suero, bien para darle forma; pero el supuesto queda apoyado por la existencia de ejemplares similares y del mismo periodo en yacimientos arqueológicos de casi todo el territorio peninsular, así como en el extranjero.

## Tipología y uso
Catalogado en el Diccionario de materiales cerámicos como recipiente de muy diversa morfología, pero sin exceder los 20 cm de altura, con las paredes agujereadas y el fondo abierto para facilitar el licuado del suero. En ocasiones se usa como sinónimo de quesera, y tipo de vasijas acampanadas o cilíndricas que pueden alcanzar los 50 cm con dos asas y sin perforaciones, útil para guardar y conservar el queso y que suele complementarse con un plato. A su vez, la tradicional conservación del queso en aceite se hace en orzas o queseras similares a cazuelas con tapa.

## Encellas metafóricas
Tirso de Molina dejó escritos unos versos en los que glosaba con una sugerente metáfora la belleza y los atributos de los senos de la mujer relacionándolos con la fabricación del requesón, en el Siglo de Oro llamado ‘naterones’, describiéndolos en estos términos:

«Las tetas son naterones
  y los corpiños encellas,
 que mamara amor en ellas
 a no encubrir los pezones».
Tirso de Molina.

También Lope de Vega, en su novela pastoril Arcadia, incluye encellas de torcidos mimbres, no queda claro si como objeto o como metáfora de cestillos o cuencos de mimbre que resudan su blanquecino suero, como puede leerse en este párrafo:

Finalmente, prosiguió Menalca, le dió infinitas piedras, oro y plata, que aquel siglo se debía de parecer a este en conquistar con piedras, que las mujeres tienen grandísima semejanza a los diamantes en labrarse unos con otros. Sin esto, la trujo de aquellas cosas que tenía para su regalo castañas enjutas en sus erizos mismos, madroños rubios entre sus verdes hojas, membrillos pálidos, sabrosas nueces, conservados nísperos, y en tejidas encellas de torcidos mimbres, los naterones blancos con la pura miel virgen que en los nativos panales de huecos alcornoques había cogido.
Lope de Vega